# LSV Tutow
Der Luftwaffen Sportverein Greifswald war ein kurzlebiger Sportverein im Deutschen Reich mit Sitz in der Gemeinde Tutow im heutigen Amt Jarmen-Tutow.

## Geschichte
Bereits in der Saison 1936/37 trat der Verein in der Bezirkslasse Pommern an. Bereits im September 1936 zog sich die Mannschaft allerdings zurück.
In der Saison 1942/43 nahm der LSV dann erstmals an der 1. Klasse Pommern teil und wurde dort in die Kreisgruppe A eingegliedert. Die Saison endete für den Verein schon nach zwei gespielten Spielen mit einem ausgeglichenen 2:2 Punkte Endergebnis, womit ein Spiel gewonnen und ein Spiel verloren wurde. In der nächsten Saison konnte die Mannschaft zumindest sechs Spiele bestreiten, wobei nur eines verloren ging und am Ende 10:2 Punkte auf der Tabelle standen. Zur Saison 1944/45 wurden alle Vereine die noch am Spielbetrieb teilnehmen konnten in die Gauliga Pommern eingeteilt und dort in sogenannte Sportkreisgruppen eingegliedert. Die Gruppe Stralsund des Abschnitt West wurde dem LSV zugeteilt. Ob es überhaupt zu einem Spielbetrieb in dieser Saison für den Verein kam, ist nicht überliefert. Spätestens am Ende des Zweiten Weltkriegs wurde der Verein dann auch aufgelöst.